# Lipniki (województwo opolskie)
Lipniki (niem.Lindenau) – wieś w Polsce położona w województwie opolskim, w powiecie nyskim, w gminie Kamiennik.
W latach 1975–1998 miejscowość administracyjnie należała do ówczesnego województwa opolskiego.
Obecnie we wsi mieszka około 650 mieszkańców.

## Położenie
Leży na skraju województwa opolskiego, granicząc z województwem dolnośląskim. W miejscu dzisiejszej granicy województw przebiegała niegdyś granica Księstwa Nyskiego. Przy drodze Lipniki – Starczówek w miejscu przebiegu granicy zachował się rzeźbiony kamień graniczny. 
W pobliżu wioski źródła ma Krynka i rzeka Oława, przez mieszkańców dorzecza zwana również jako Oławka (przemiennie z nazwą oficjalną) - dla odróżnienia od miasta Oława. Jest ona jedną z głównych lewostronnych dopływów środkowej Odry.

## Nazwa
Nazwa wsi pochodzi od lipy.

## Historia
Lokowana na prawie niemieckim przed rokiem 1300. Źródła niemieckie mówią, że w roku 1933 było 910 mieszkańców zaś w 1939 r. – 848.
Od XVIII w. wieś posiadała pieczęć gminną, na której wizerunku przedstawiono ramię trzymające wagę, nad nim trzy rozetki, od pocz. XIX w.  drzewo liściaste (lipa?), po obu stronach drzewa wbite w ziemię cepy, od poł. XIX w. św. Katarzyna  z chorągwią w lewej ręce i kołem  u stóp; po prawej stronie drzewo  o trzech poziomach gałęzi.

## Zabytki
Do wojewódzkiego rejestru zabytków wpisany jest kościół par. pw. św. Marcina z Tours, z 1775 r. - XVIII wieku z amboną z końca XVIII w.

## Znane osoby związane z miejscowością
- Alfons Blaeschke (1870–1950) – urodził się w tej miejscowości, proboszcz katedry wrocławskiej, wikariusz generalny i apostolski notariusz protokolarny
- Robert Sabel (1860–1911) – urodził się w tej miejscowości, śląsko-niemiecki pisarz, który pisał w dialekcie śląskim j. niemieckiego